# La Poupée tyrolienne
Pour plus de détails, voir Fiche technique et Distribution.
La Poupée tyrolienne (ou Le Fabricant d'automates) est un film français réalisé par Georges Denola, sorti en 1912.

## Fiche technique
- Titre : La Poupée tyrolienne
- Titre de travail : Le Fabricant d'automates
- Réalisation : Georges Denola
- Scénario : Edmond Bureau-Guéroult
- Photographie :
- Montage :
- Producteur :
- Société de production : Société cinématographique des auteurs et gens de lettres (S.C.A.G.L)
- Société de distribution :  Pathé Frères
- Pays d'origine :  France
- Langue : film muet avec les intertitres en français
- Tournage :
- Format : Noir et blanc — 35 mm — 1,33:1 — Muet
- Genre : Comédie
- Métrage : 290 mètres
- Durée : 10 minutes
- Dates de sortie :
  -  France : 22 mars 1912
  -  États-Unis : 12 août 1912

## Distribution
- Léon Bernard : Hortensius Hauff
- Émile Mylo : Müller
- Suzanne Goldstein : Frida
- Henry Houry : Aristide Borthe